# Cuerpos Comunes de las Fuerzas Armadas Españolas
Los Cuerpos Comunes de las Fuerzas Armadas son cuerpos militares que son comunes a los cuerpos específicos que existen dentro de las Fuerzas Armadas. Los Cuerpos Comunes son cuatro: el Jurídico Militar, el de Intervención, el de Sanidad y el de Músicas Militares. Con fecha de 31 de diciembre de 2023, 3971 efectivos conforman estos cuerpos militares (675 de ellos en la reserva). Los centros de formación e instrucción del personal de estos cuerpos se han integrado en la Academia Central de la Defensa.

## Historia
Antes, cada uno de los cuerpos específicos dentro de las Fuerzas Armadas tenía sus propios cuerpos para encargarse de las tareas de las que ahora se encargan los Cuerpos Comunes. Alegando razones de gestión, estos cuerpos se centralizaron en los Cuerpos Comunes, que dependen del Ministerio de Defensa. En 1985 se unifica como cuerpo común el Cuerpo Militar de Intervención y con la Ley 17/89 Reguladora del Régimen del Personal Militar Profesional ocurrió lo mismo con los cuerpos Militar de Sanidad y de Músicas Militares.
|                                       |
| Emblema del Cuerpo Militar de Sanidad |

|                                     |
| Emblema del Cuerpo Jurídico Militar |

|                                    |
| Emblema del Cuerpo de Intervención |

|                                         |
| Emblema del Cuerpo de Músicas Militares |